# Таміл-Ілам
Таміл-Ілам (там. தமிழ் ஈழம்) — проект створення незалежної держави для тамільської діаспори Шрі-Ланки, висунутий тамільськими сепаратистами в 1976 році. У період громадянської війни (1983–2009) дане державне утворення існувало де-факто в північних і східних областях Шрі-Ланки, контрольованих націоналістичною сепаратистської організацією «Тигри визволення Таміл-Іламу» (ТВТІ).
До 2009 року Таміл-Ілам практично втратив контроль над територією, на яку претендував. До 16 травня 2009 року Таміл-Ілам фактично припинив своє існування, будучи відрізаним від моря і зберігаючи контроль лише над крихітною ділянкою між невеликою лагуною на північному сході острова і наступаючими урядовими військами.. 17 травня представники угрупування ТВТІ визнали свою поразку, а лідер угруповання Прабахакаран був знайдений мертвим. 18 травня були придушені останні організовані вузли опору партизан. Окремі нечисленні загони повстанців з організації ТВТІ продовжують ховатися в джунглях.

## Історія

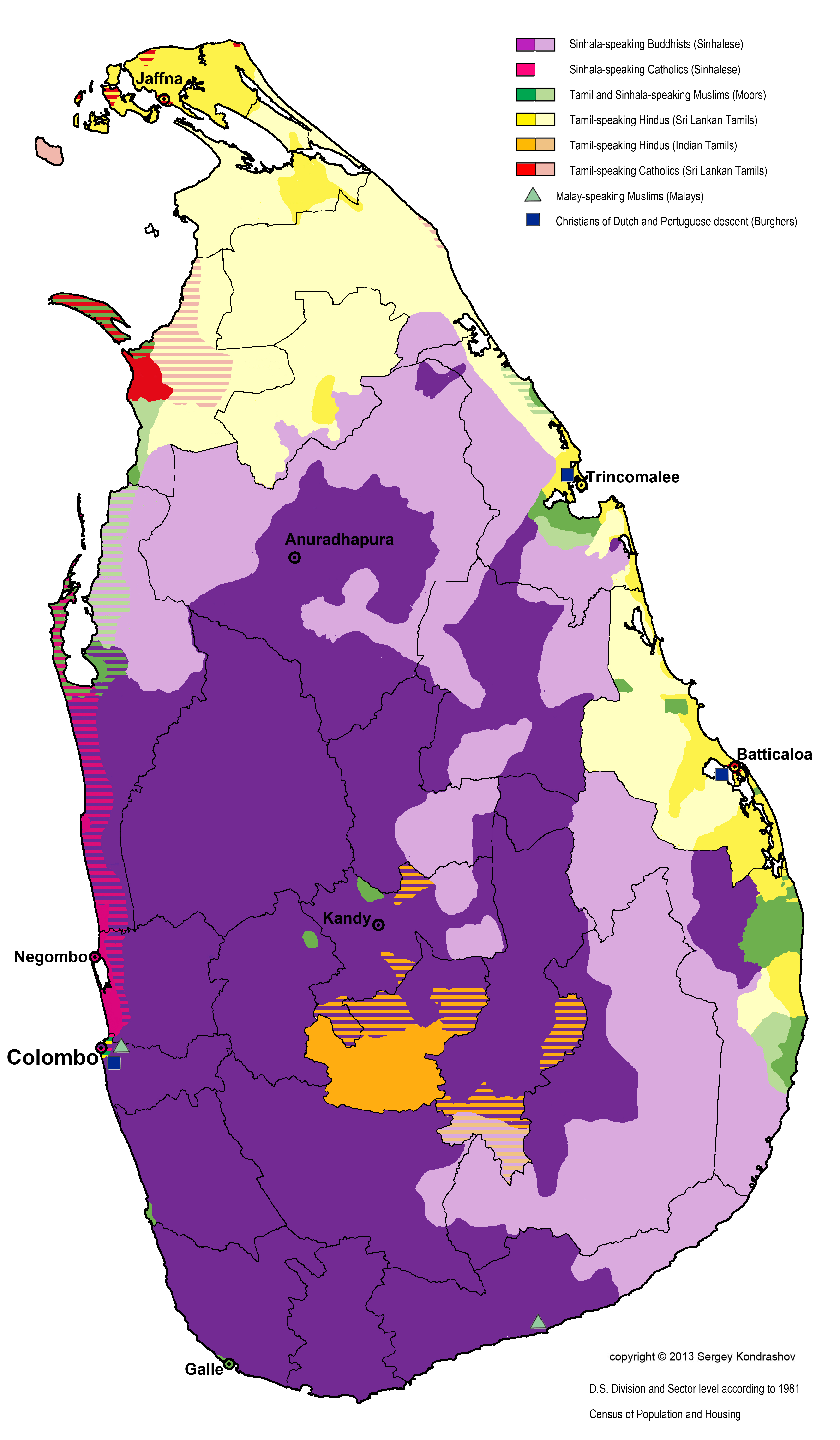
Географічний розподіл мовних і релігійних груп населення Шрі Ланки згідно з даними перепису населення 1981 року

Поняття Таміл-Ілам виходить від організації Тамільський об'єднаний фронт звільнення (TULF), яка в 1976 році висунула ідею незалежної держави для тамільців. Після політичних конфліктів з приводу зміни конституції в 1978 році, коли стали висуватися вимоги територіального розмежування, стали створюватися збройні формування і з'явилася назва Таміл-Ілам. TULF вказувала наступні райони Шрі-Ланка: Джаффна, Кіліноччі, Муллайтіву, Маннар, Путталам, Трікомалі, Баттікалоа і Ампарай. Організації типу EPRLF причисляли до Іламу всі райони з тамільською більшістю, включаючи райони в глибині країни, населені тамільськими селянами.

## Ситуація у 2005 році

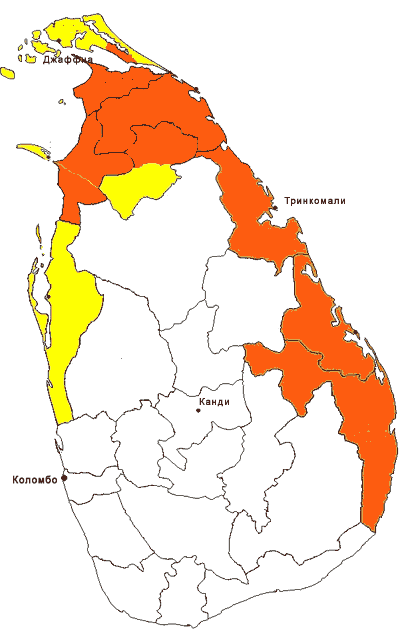
Помаранчевим кольором на карті позначені території, що контролювалися Таміл-Іламу, жовтим — території Шрі-Ланки, на які Таміл Ілам претендував. Стан на грудень 2005 року

Територію Таміл-Іламу контролювала організація «Тигри визволення Таміл-Іламу» (LTTE), використовуючи збройний опір і вибухи смертників. Північ острова абсолютно не контролювався центральним урядом і де-факто був незалежним: там існували свої органи юстиції та управління, армія, центральний банк. Однак суверенітет цього району не був визнаний жодною країною, що входить в ООН, включаючи центральний уряд Шрі-Ланки. Територія, що контролювалася сепаратистами, повністю була залежна від Шрі-Ланки з точки зору постачання води, електрики, транспортної інфраструктури. На території Таміл-Іламу не було жодного аеропорту; як валюта на цій території ходили рупії Шрі-Ланки.
Лідером тамілів був Велупіллаї Прабхакаран.

## Бойові дії із січня по травень 2009
У 2008 році уряд Шрі-Ланки почав нову широкомасштабну операцію проти сепаратистів, пообіцявши, що у 2009 році з ТВТІ буде покінчено. 2 січня 2009 року урядовим військам після місяця запеклих боїв вдалося взяти «столицю тигрів» місто Кіліноччі. Останній опорний пункт ТВТІ, місто Муллаїттіву, впало 25 січня. Деякі бойовики сховалися в найближчих джунглях.
16 травня президент Шрі-Ланки після захоплення його армією усього узбережжя вздовж острова оголосив про перемогу над «тамільськими тиграми» . Окремі загони бойовиків продовжували контролювати лише витягнуту на кілька кілометрів піщану косу, ізольовану від основної частини острова.
17 травня угрупування ТВТІ визнала свою поразку і заявила про припинення вогню.